# Félix Fernández y Tenorio
Félix José Fernández y Tenorio fue un militar y político costarricense nacido en San José, Costa Rica, en 1754. Fue hijo de Pedro Nicolás Fernández y Acosta y de María Catarina Tenorio Azofeifa y Castro. Contrajo primeras nupcias en San José el 2 de mayo de 1785 con Petronila Chacón y Aguilar y segundas nupcias en Cartago el 21 de junio de 1807 con Josefa Evarista Hidalgo y Oreamuno.
Se dedicó a actividades agropecuarias y comerciales; también hizo carrera en la milicia, llegando a alcanzar el grado de Teniente Coronel.
En 1787 estuvo encargado interinamente del Gobierno de Costa Rica sustituyendo al gobernador José Perié y Barros. En  1819 tuvo el mando militar, por enfermedad del gobernador Juan de Dios de Ayala y Toledo. Fue Alcalde Primero de San José en 1817.
En noviembre de 1821, como consecuencia de la renuncia del Jefe Político Subalterno Juan Manuel de Cañas-Trujillo,  Fernández fue nombrado como sucesor por el Jefe Político Superior de Guatemala Gabino Gaínza, quien nunca había tenido ninguna autoridad política ni administrativa sobre Costa Rica. La Junta Gubernativa interina presidida por el Vicario Pedro José de Alvarado y Baeza se negó a reconocer a Fernández como jefe. Solamente la población de Heredia se manifestó dispuesta a hacerlo, lo cual era ilógico porque Heredia no aceptaba la autoridad de Guatemala sino la del antiguo Jefe Político Superior de la Provincia de Nicaragua y Costa Rica Miguel González Saravia y Colarte, que continuaba como jefe Político Superior de León y de otros partidos. Sin embargo, Félix Fernández y Tenorio no aceptó el ofrecimiento herediano. Fue nombrado Comandante General de las Armas de Costa Rica en 1822.
En 1823 se retiró del servicio activo y se apartó de toda actividad política; posteriormente se le concedió el grado de Coronel retirado.
Murió en San José, Costa Rica, el 20 de diciembre de 1834. Su hijo Manuel Fernández Chacón fue Jefe de Estado en 1835 y su hija Gerónima Fernández Chacón se destacó como empresaria cafetalera y filántropa. Su nieto Próspero Fernández Oreamuno fue presidente de Costa Rica (1882-1885), y su nieta Pacífica Fernández Oreamuno fue esposa del presidente costarricense José María Castro Madriz (1847-1849).